# Список нагород і номінацій телесеріалу «Цілком таємно»
«Цілком таємно» — американський фантастичний телесеріал, який стартував 10 вересня 1993 року на телеканалі Fox. Серіал оповідає історію спеціальних агентів Федерального бюро розслідувань (ФБР) — Фокса Малдера (Девід Духовни) та Дейни Скаллі (Джилліан Андерсон). Головні герої займаються розслідуванням справ, що стосуються паранормальних і загадкових явищ, знані як справи з грифом «X».
Першу значну перемогу серіал здобув 11 вересня 1994 року отримавши нагороду «Прайм-тайм премії „Еммі“» за «Найкращий графічний дизайн та дизайн вступної заставки», лауреатами стали Джеймс Касл, Брюс Браянт та Керол Йонсен.

## Нагороди

### «Золотий глобус»
12 номінацій, з яких 5 перемог.
| Рік  | Категорія                              | Номінація                              | Результат |
| ---- | -------------------------------------- | -------------------------------------- | --------- |
| 1995 | Найкращий серіал (драма)               | «Цілком таємно»                        | Перемога  |
| 1996 | Найкраща чоловіча роль серіалу (драма) | Девід Духовни за роль Фокса Малдера    | Номінація |
| 1996 | Найкраща жіноча роль серіалу (драма)   | Джилліан Андерсон за роль Дейни Скаллі | Номінація |
| 1997 | Найкраща чоловіча роль серіалу (драма) | Девід Духовни за роль Фокса Малдера    | Перемога  |
| 1997 | Найкраща жіноча роль серіалу (драма)   | Джилліан Андерсон за роль Дейни Скаллі | Перемога  |
| 1997 | Найкращий серіал (драма)               | «Цілком таємно»                        | Перемога  |
| 1998 | Найкраща чоловіча роль серіалу (драма) | Девід Духовни за роль Фокса Малдера    | Номінація |
| 1998 | Найкраща жіноча роль серіалу (драма)   | Джилліан Андерсон за роль Дейни Скаллі | Номінація |
| 1998 | Найкращий серіал (драма)               | «Цілком таємно»                        | Перемога  |
| 1999 | Найкраща чоловіча роль серіалу (драма) | Девід Духовни за роль Фокса Малдера    | Номінація |
| 1999 | Найкраща жіноча роль серіалу (драма)   | Джилліан Андерсон за роль Дейни Скаллі | Номінація |
| 1999 | Найкращий серіал (драма)               | «Цілком таємно»                        | Номінація |

### «Молодий актор»
2 номінації, з яких 1 перемога.
| Рік  | Категорія                                                       | Номінація                                                    | Результат |
| ---- | --------------------------------------------------------------- | ------------------------------------------------------------ | --------- |
| 2000 | Найкращий актор у драматичному серіалі - десяти років і молодше | Джеффрі Шоні за роль Тревора в епізоді «Тревор»              | Номінація |
| 2003 | Найкращий запрошений актор у серіалі - десяти років і молодше   | Гевін Фінк за роль Томмі Конлона в епізоді «Страшні монстри» | Перемога  |

### «Прайм-тайм премія „Еммі“»
62 номінації, з яких 16 перемог.
| Рік  | Категорія                                                  | Номінація                                                                               | Результат |
| ---- | ---------------------------------------------------------- | --------------------------------------------------------------------------------------- | --------- |
| 1994 | Найкращий графічний дизайн та дизайн вступної заставки     | Джеймс Касл, Брюс Браянт, Керол Йонсен                                                  | Перемога  |
| 1994 | Найкраща головна музична тема                              | Марк Сноу                                                                               | Номінація |
| 1995 | Найкраща запрошена акторка драматичного серіалу            | Сі Сі Ейч Паундер за епізод «Дуейн Беррі»                                               | Номінація |
| 1995 | Найкращий драматичний серіал                               | «Цілком таємно»                                                                         | Номінація |
| 1995 | Найкращий сценарій драматичного серіалу                    | Кріс Картер за епізод «Дуейн Беррі»                                                     | Номінація |
| 1995 | Найкраща робота оператора в серіалі (однокамерна зйомка)   | Джон С. Бартлі за епізод «Один подих»                                                   | Номінація |
| 1995 | Найкращий монтаж драматичного серіалу (однокамерна зйомка) | Джеймс Кобленц за епізод «Дуейн Беррі»                                                  | Номінація |
| 1995 | Найкращий монтаж драматичного серіалу (однокамерна зйомка) | Стівен Марк за епізод «Безсонний»                                                       | Номінація |
| 1995 | Найкраща робота зі звуком                                  | «Дуейн Беррі»                                                                           | Номінація |
| 1996 | Найкращий запрошений актор драматичного серіалу            | Пітер Бойл за епізод «Останній відпочинок Клайда Бракмана»                              | Перемога  |
| 1996 | Найкращий сценарій драматичного серіалу                    | Дарін Морган за епізод «Останній відпочинок Клайда Бракмана»                            | Перемога  |
| 1996 | Найкраща акторка драматичного серіалу                      | Джилліан Андерсон за роль Дейни Скаллі                                                  | Номінація |
| 1996 | Найкращий драматичний серіал                               | «Цілком таємно»                                                                         | Номінація |
| 1996 | Найкраща робота художника-постановника в серіалі           | «„Із відкритого космосу“ Джо Чанґа»                                                     | Номінація |
| 1996 | Найкраща робота оператора в серіалі (однокамерна зйомка)   | Джон С. Бартлі за епізод «Гротеск»                                                      | Перемога  |
| 1996 | Найкраща робота зі звуком                                  | «Нісей»                                                                                 | Перемога  |
| 1996 | Найкраще зведення звуку                                    | «Нісей»                                                                                 | Перемога  |
| 1997 | Найкращий актор драматичного серіалу                       | Девід Духовни за роль Фокса Малдера                                                     | Номінація |
| 1997 | Найкраща акторка драматичного серіалу                      | Джилліан Андерсон за роль Дейни Скаллі в «Пам'ятай про смерть»                          | Перемога  |
| 1997 | Найкращий драматичний серіал                               | «Цілком таємно»                                                                         | Номінація |
| 1997 | Найкраща режисура драматичного серіалу                     | Джеймс Вонг за епізод «Мрії Курця»                                                      | Номінація |
| 1997 | Найкращий сценарій драматичного серіалу                    | Джон Шібан, Френк Спотніц, Кріс Картер та Вінс Гілліган за епізод «Пам'ятай про смерть» | Номінація |
| 1997 | Найкраща робота художника-постановника в серіалі           | «Пам'ятай про смерть»                                                                   | Перемога  |
| 1997 | Найкращий монтаж драматичного серіалу (однокамерна зйомка) | Джим Гросс за епізод «Терма»                                                            | Номінація |
| 1997 | Найкращий монтаж драматичного серіалу (однокамерна зйомка) | Хезер Макдугалл за епізод «Час летить»                                                  | Номінація |
| 1997 | Найкращий грим у серіалі                                   | «Леонард Беттс»                                                                         | Номінація |
| 1997 | Найкраща робота зі звуком                                  | «Час летить»                                                                            | Перемога  |
| 1997 | Найкраще зведення звуку                                    | «Час летить»                                                                            | Номінація |
| 1997 | Найкраща музична композиція в серіалі                      | Марк Сноу за епізод «Паперові сердечка»                                                 | Номінація |
| 1998 | Найкращий актор драматичного серіалу                       | Девід Духовни за роль Фокса Малдера                                                     | Номінація |
| 1998 | Найкраща акторка драматичного серіалу                      | Джилліан Андерсон за роль Дейни Скаллі                                                  | Номінація |
| 1998 | Найкращий драматичний серіал                               | «Цілком таємно»                                                                         | Номінація |
| 1998 | Найкраща режисура драматичного серіалу                     | Кріс Картер за епізод «Прометей постмодернізму»                                         | Номінація |
| 1998 | Найкращий сценарій драматичного серіалу                    | Кріс Картер за епізод «Прометей постмодернізму»                                         | Номінація |
| 1998 | Найкраща запрошена акторка драматичного серіалу            | Вероніка Картрайт за епізод «Пацієнт Ікс», «Червоне і чорне»                            | Номінація |
| 1998 | Найкраща запрошена акторка драматичного серіалу            | Лілі Тейлор за епізод «Око разуму»                                                      | Номінація |
| 1998 | Найкраща робота художника-постановника в серіалі           | «Прометей постмодернізму»                                                               | Перемога  |
| 1998 | Найкраща робота оператора в серіалі (однокамерна зйомка)   | Джоел Рансом за епізод «Прометей постмодернізму»                                        | Номінація |
| 1998 | Найкращий монтаж драматичного серіалу (однокамерна зйомка) | Лінне Віллінгем за епізод «Прометей постмодернізму»                                     | Номінація |
| 1998 | Найкращий монтаж драматичного серіалу (однокамерна зйомка) | Хезер Макдугалл за епізод «Курок»                                                       | Перемога  |
| 1998 | Найкращий монтаж драматичного серіалу (однокамерна зйомка) | Кейсі О. Рорс за епізод «Око разуму»                                                    | Номінація |
| 1998 | Найкращий грим у серіалі                                   | «Прометей постмодернізму»                                                               | Номінація |
| 1998 | Найкраща робота зі звуком                                  | «Червоне і чорне»                                                                       | Номінація |
| 1998 | Найкраще зведення звуку                                    | «Червоне і чорне»                                                                       | Номінація |
| 1998 | Найкраща музична композиція в серіалі                      | Марк Сноу за епізод «Прометей постмодернізму»                                           | Номінація |
| 1999 | Найкраща акторка драматичного серіалу                      | Джилліан Андерсон за роль Дейни Скаллі                                                  | Номінація |
| 1999 | Найкраща запрошена акторка драматичного серіалу            | Вероніка Картрайт за роль Кассандри Спендер в епізодах «Два батька», «Один син»         | Номінація |
| 1999 | Найкраща робота художника-постановника в серіалі           | «Один син»                                                                              | Номінація |
| 1999 | Найкраща робота оператора в серіалі (однокамерна зйомка)   | Білл Рой за епізод «Неприродний»                                                        | Номінація |
| 1999 | Найкращий монтаж драматичного серіалу (однокамерна зйомка) | Хезер Макдугалл за епізод «Резолюція Сенату №819»                                       | Номінація |
| 1999 | Найкращий грим у серіалі                                   | «Два батька», «Один син»                                                                | Перемога  |
| 1999 | Найкраща робота зі звуком                                  | «Трикутник»                                                                             | Номінація |
| 1999 | Найкраща музична композиція в серіалі                      | Марк Сноу за епізод «Резолюція Сенату №819»                                             | Номінація |
| 2000 | Найкращий грим у серіалі                                   | «Крадій»                                                                                | Перемога  |
| 2000 | Найкращі візуальні спецефекти                              | «Натиск»                                                                                | Номінація |
| 2000 | Найкращі візуальні спецефекти                              | «Стрілячка від першої особи»                                                            | Перемога  |
| 2000 | Найкраща робота зі звуком                                  | «Стрілячка від першої особи»                                                            | Номінація |
| 2000 | Найкраще зведення звуку                                    | «Стрілячка від першої особи»                                                            | Перемога  |
| 2000 | Найкраща музична композиція в серіалі                      | Марк Сноу за епізод «Крадій»                                                            | Номінація |
| 2001 | Найкращий грим у серіалі                                   | «Живий мрець»                                                                           | Перемога  |
| 2001 | Найкраща робота оператора в серіалі (однокамерна зйомка)   | Білл Рой за епізод «Цього не може бути»                                                 | Номінація |
| 2002 | Найкраща музична композиція в серіалі                      | Марк Сноу за епізод «Істина»                                                            | Номінація |

### «Премія Асоціації телевізійних критиків»
9 номінацій.
| Рік  | Категорія                                       | Номінація                              | Результат |
| ---- | ----------------------------------------------- | -------------------------------------- | --------- |
| 1994 | Видатні досягнення в драмі                      | «Цілком таємно»                        | Номінація |
| 1995 | Програма року                                   | «Цілком таємно»                        | Номінація |
| 1995 | Видатні досягнення в драмі                      | «Цілком таємно»                        | Номінація |
| 1996 | Видатні досягнення в драмі                      | «Цілком таємно»                        | Номінація |
| 1997 | Програма року                                   | «Цілком таємно»                        | Номінація |
| 1997 | Видатні досягнення в драмі                      | «Цілком таємно»                        | Номінація |
| 1997 | Індивідуальні досягнення в драматичному серіалі | Джилліан Андерсон за роль Дейни Скаллі | Номінація |
| 1997 | Індивідуальні досягнення в драматичному серіалі | Девід Духовни за роль Фокса Малдера    | Номінація |
| 1998 | Видатні досягнення в драмі                      | «Цілком таємно»                        | Номінація |

### «Премія БАФТА у телебаченні»
2 номінації, з яких 1 перемога.
| Рік  | Категорія                            | Номінація       | Результат |
| ---- | ------------------------------------ | --------------- | --------- |
| 1996 | Приз глядацьких симпатій             | «Цілком таємно» | Перемога  |
| 1999 | Найкраща іноземна програма чи серіал | Кріс Картер     | Номінація |

### «Премія Вибір тінейджерів»
1 номінація.
| Рік  | Категорія                 | Номінація       | Результат |
| ---- | ------------------------- | --------------- | --------- |
| 1999 | Телевізійний вибір: драма | «Цілком таємно» | Номінація |

### «Премія Гільдії кіноакторів»
14 номінацій, з яких 2 перемоги.
| Рік  | Категорія                                         | Номінація                              | Результат |
| ---- | ------------------------------------------------- | -------------------------------------- | --------- |
| 1996 | Найкраща чоловіча роль у драматичному серіалі     | Девід Духовни за роль Фокса Малдера    | Номінація |
| 1996 | Найкраща жіноча роль у драматичному серіалі       | Джилліан Андерсон за роль Дейни Скаллі | Перемога  |
| 1997 | Найкращий акторський склад у драматичному серіалі | «Цілком таємно»                        | Номінація |
| 1997 | Найкраща чоловіча роль у драматичному серіалі     | Девід Духовни за роль Фокса Малдера    | Номінація |
| 1997 | Найкраща жіноча роль у драматичному серіалі       | Джилліан Андерсон за роль Дейни Скаллі | Перемога  |
| 1998 | Найкращий акторський склад у драматичному серіалі | «Цілком таємно»                        | Номінація |
| 1998 | Найкраща чоловіча роль у драматичному серіалі     | Девід Духовни за роль Фокса Малдера    | Номінація |
| 1998 | Найкраща жіноча роль у драматичному серіалі       | Джилліан Андерсон за роль Дейни Скаллі | Номінація |
| 1999 | Найкращий акторський склад у драматичному серіалі | «Цілком таємно»                        | Номінація |
| 1999 | Найкраща чоловіча роль у драматичному серіалі     | Девід Духовни за роль Фокса Малдера    | Номінація |
| 1999 | Найкраща жіноча роль у драматичному серіалі       | Джилліан Андерсон за роль Дейни Скаллі | Номінація |
| 2000 | Найкраща чоловіча роль у драматичному серіалі     | Девід Духовни за роль Фокса Малдера    | Номінація |
| 2000 | Найкраща жіноча роль у драматичному серіалі       | Джилліан Андерсон за роль Дейни Скаллі | Номінація |
| 2001 | Найкраща жіноча роль у драматичному серіалі       | Джилліан Андерсон за роль Дейни Скаллі | Номінація |

### «Премія Гільдії режисерів Америки»
3 номінації.
| Рік  | Категорія                              | Номінація                                       | Результат |
| ---- | -------------------------------------- | ----------------------------------------------- | --------- |
| 1996 | Найкращий режисер драматичного серіалу | Кріс Картер за епізод «Список»                  | Номінація |
| 1998 | Найкращий режисер драматичного серіалу | Кріс Картер за епізод «Прометей постмодернізму» | Номінація |
| 1999 | Найкращий режисер драматичного серіалу | Кріс Картер за епізод «Трикутник»               | Номінація |

### «Премія Гільдії сценаристів Америки»
2 номінації.
| Рік  | Категорія                               | Номінація                                                    | Результат |
| ---- | --------------------------------------- | ------------------------------------------------------------ | --------- |
| 1996 | Найкращий сценарій драматичного серіалу | Кріс Картер за епізод «Дуейн Беррі»                          | Номінація |
| 1997 | Найкращий сценарій драматичного серіалу | Дарін Морган за епізод «Останній відпочинок Клайда Бракмана» | Номінація |

### «Премія Монтажерів американського кіно»
2 номінації.
| Рік  | Категорія                | Номінація                                           | Результат |
| ---- | ------------------------ | --------------------------------------------------- | --------- |
| 1997 | Найкращий монтаж серіалу | Хезер Макдугалл за епізод «Занепокоєння»            | Номінація |
| 1998 | Найкращий монтаж серіалу | Лінне Віллінгем за епізод «Прометей постмодернізму» | Номінація |

### «Сатурн»
23 номінації, з яких 5 перемог.
| Рік  | Категорія                                     | Номінація                              | Результат |
| ---- | --------------------------------------------- | -------------------------------------- | --------- |
| 1997 | Найкращий актор на телебаченні                | Девід Духовни за роль Фокса Малдера    | Номінація |
| 1997 | Найкраща акторка на телебаченні               | Джилліан Андерсон за роль Дейни Скаллі | Перемога  |
| 1997 | Найкращий жанровий телесеріал                 | «Цілком таємно»                        | Перемога  |
| 1998 | Найкращий актор на телебаченні                | Девід Духовни за роль Фокса Малдера    | Номінація |
| 1998 | Найкраща акторка на телебаченні               | Джилліан Андерсон за роль Дейни Скаллі | Номінація |
| 1998 | Найкращий жанровий телесеріал                 | «Цілком таємно»                        | Номінація |
| 1999 | Найкращий актор на телебаченні                | Девід Духовни за роль Фокса Малдера    | Номінація |
| 1999 | Найкраща акторка на телебаченні               | Джилліан Андерсон за роль Дейни Скаллі | Номінація |
| 1999 | Найкращий жанровий телесеріал                 | «Цілком таємно»                        | Перемога  |
| 2000 | Найкращий ефірний телесеріал                  | «Цілком таємно»                        | Номінація |
| 2000 | Найкраща акторка на телебаченні               | Джилліан Андерсон за роль Дейни Скаллі | Номінація |
| 2001 | Найкращий ефірний телесеріал                  | «Цілком таємно»                        | Номінація |
| 2001 | Найкращий актор на телебаченні                | Роберт Патрік за роль Джона Доггетта   | Перемога  |
| 2001 | Найкраща акторка на телебаченні               | Джилліан Андерсон за роль Дейни Скаллі | Номінація |
| 2002 | Найкращий ефірний телесеріал                  | «Цілком таємно»                        | Номінація |
| 2002 | Найкращий актор на телебаченні                | Роберт Патрік за роль Джона Доггетта   | Номінація |
| 2002 | Найкраща акторка на телебаченні               | Джилліан Андерсон за роль Дейни Скаллі | Номінація |
| 2002 | Найкраща акторка другого плану на телебаченні | Аннабет Гіш за роль Моніки Рейес       | Номінація |
| 2003 | Найкраще DVD телевізійне видання              | «Цілком таємно»                        | Номінація |
| 2016 | Найкращий науково-фантастичний телесеріал     | «Цілком таємно»                        | Номінація |
| 2016 | Найкращий актор на телебаченні                | Девід Духовни за роль Фокса Малдера    | Номінація |
| 2016 | Найкраща акторка на телебаченні               | Джилліан Андерсон за роль Дейни Скаллі | Номінація |
| 2016 | Найкраще DVD чи Blu-Ray телевізійне видання   | «Цілком таємно: Колекційний набір»     | Перемога  |

### «Супутник»
9 номінацій, з яких 2 перемоги.
| Рік  | Категорія                             | Номінація                              | Результат |
| ---- | ------------------------------------- | -------------------------------------- | --------- |
| 1997 | Найкращий актор драматичного серіалу  | Девід Духовни за роль Фокса Малдера    | Перемога  |
| 1997 | Найкраща акторка драматичного серіалу | Джилліан Андерсон за роль Дейни Скаллі | Номінація |
| 1997 | Найкращий драматичний серіал          | «Цілком таємно»                        | Перемога  |
| 1998 | Найкращий актор драматичного серіалу  | Девід Духовни за роль Фокса Малдера    | Номінація |
| 1998 | Найкраща акторка драматичного серіалу | Джилліан Андерсон за роль Дейни Скаллі | Номінація |
| 1998 | Найкращий драматичний серіал          | «Цілком таємно»                        | Номінація |
| 1999 | Найкраща акторка драматичного серіалу | Джилліан Андерсон за роль Дейни Скаллі | Номінація |
| 1999 | Найкращий драматичний серіал          | «Цілком таємно»                        | Номінація |
| 2001 | Найкраща акторка драматичного серіалу | Джилліан Андерсон за роль Дейни Скаллі | Номінація |

## Відгуки
Rotten Tomatoes і Metacritic — вебсайти, на яких збирають відгуки на новинки кінематографу, головна різниця між якими полягає у методиці підрахунку відгуків. Найкращі відгуки на сайті Rotten Tomatoes отримав третій та перший сезон «Цілком таємно» — 100% і 92% позитивних відгуків відповідно. Тим часом на сайті Metacritic найкращим виявився перший сезон отримавши 70 балів із 100 можливих.
| Агрегатор відгуків | Сезон | Сезон | Сезон | Сезон | Сезон | Цілком таємно: Боротьба за майбутнє | Сезон | Сезон | Сезон | Сезон | Цілком таємно: Я хочу вірити | Сезон | Сезон |
| Агрегатор відгуків | 1     | 2     | 3     | 4     | 5     | Цілком таємно: Боротьба за майбутнє | 6     | 7     | 8     | 9     | Цілком таємно: Я хочу вірити | 10    | 11    |
| ------------------ | ----- | ----- | ----- | ----- | ----- | ----------------------------------- | ----- | ----- | ----- | ----- | ---------------------------- | ----- | ----- |
| Rotten Tomatoes    | 92%   | 86%   | 88%   | 100%  | 67%   | 64%                                 | 80%   | 75%   | 67%   | 14%   | 31%                          | 64%   | 83%   |
| Metacritic         | 70    | Н/Д   | Н/Д   | Н/Д   | Н/Д   | 60                                  | Н/Д   | Н/Д   | Н/Д   | Н/Д   | 47                           | 60    | 67    |

## Статистика

### Сезони з найбільшою кількістю нагород і номінацій
| Місце | Сезон    | Перемога | Номінація |
| ----- | -------- | -------- | --------- |
| 1     | 4 сезон  | 11       | 30        |
| 2     | 3 сезон  | 7        | 16        |
| 3     | 5 сезон  | 3        | 31        |
| 4     | 7 сезон  | 3        | 11        |
| 5     | 6 сезон  | 2        | 22        |
| 6     | 8 сезон  | 2        | 7         |
| 7     | 2 сезон  | 1        | 10        |
| 8     | 9 сезон  | 1        | 6         |
| 9     | 1 сезон  | 1        | 3         |
| 10    | 10 сезон | 0        | 3         |

### Кількість особистих нагород головних акторів
| Місце | Особа             | Роль         | Перемога | Номінація | Нагорода |
| ----- | ----------------- | ------------ | -------- | --------- | --- |
| 1     | Джилліан Андерсон | Дейна Скаллі | 5        | 26        | «Премія Гільдії кіноакторів» — Найкраща жіноча роль у драматичному серіалі «Премія Гільдії кіноакторів» — Найкраща жіноча роль у драматичному серіалі «Сатурн» — Найкраща акторка на телебаченні «Золотий глобус» — Найкраща жіноча роль серіалу (драма) «Прайм-тайм премія „Еммі“» — Найкраща акторка драматичного серіалу |
| 2     | Девід Духовни     | Фокс Малдер  | 2        | 18        | «Супутник» — Найкращий актор драматичного серіалу «Золотий глобус» — Найкраща чоловіча роль серіалу (драма) |
| 3     | Роберт Патрік     | Джон Доггетт | 1        | 2         | «Сатурн» — Найкращий актор на телебаченні |